# Rufus W. Cobb
Rufus Willis Cobb, né le 25 février 1829 à Ashville (Alabama) et mort le 26 novembre 1913 à Birmingham (Alabama), est un homme politique américain membre du Parti démocrate. Capitaine dans l'armée des États confédérés d'Amérique, il est élu au Sénat de l'Alabama pour deux mandats d'un an en 1872 et 1876, puis est gouverneur de l'État entre 1878 et 1882.